# Toy (Netta Barzilai)
Toy è un singolo della cantante israeliana Netta Barzilai, pubblicato l'11 marzo 2018.

## Descrizione

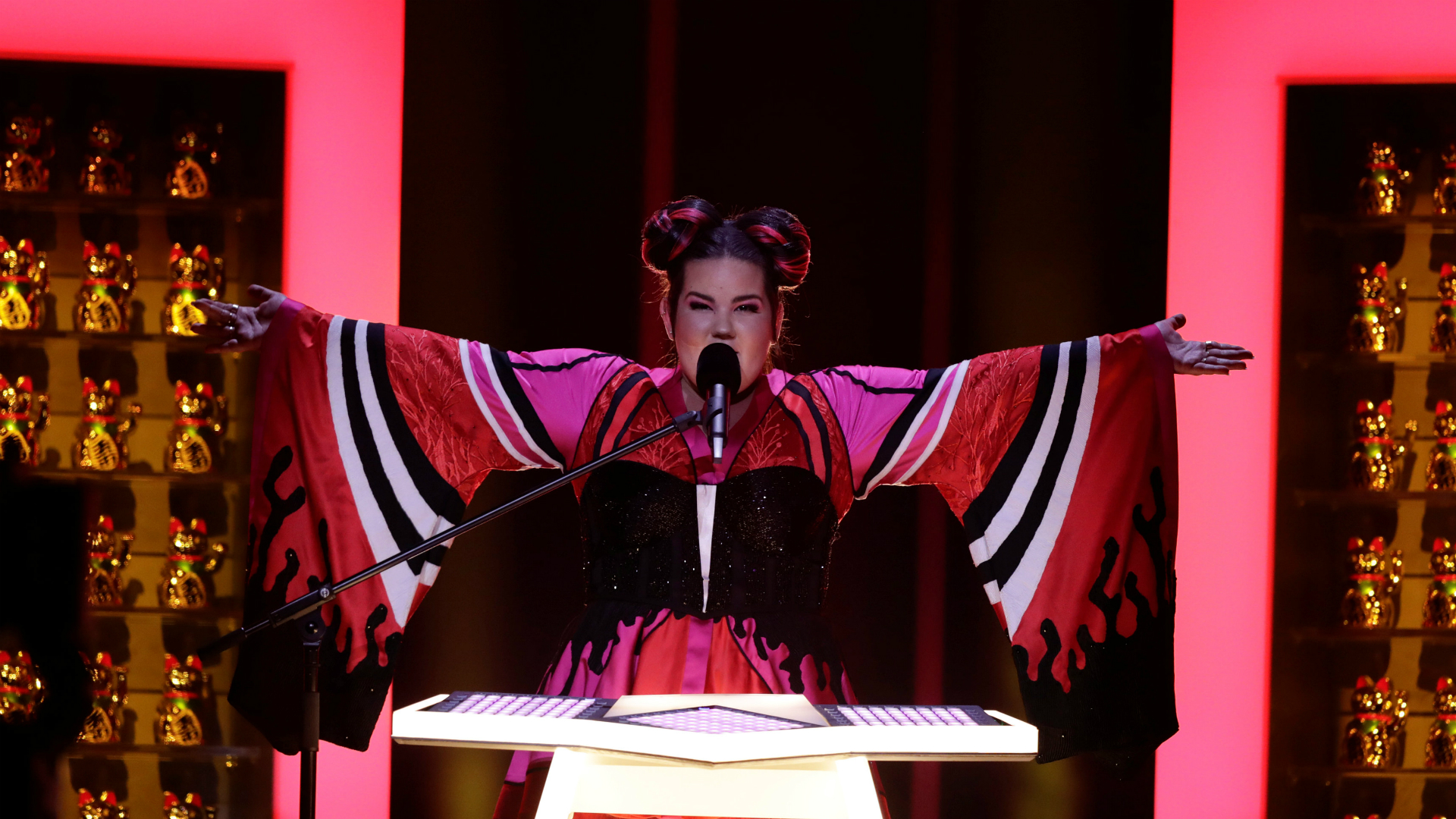
Netta Barzilai mentre si esibisce sulle note di Toy dopo aver vinto l'Eurovision Song Contest, 12 maggio 2018

Alla fine del 2017 Netta si è presentata alle audizioni di HaKokhav HaBa, una seria tv, che seleziona il candidato israeliano per l'Eurovision Song Contest. Il 13 febbraio 2018 è stata annunciata come vincitrice del programma, garantendosi la possibilità di cantare per la sua nazione sul palco dell'Eurovision a Lisbona. Il brano, scritto da Doron Medalie e Stav Beger, è stato presentato il 25 febbraio e pubblicato l'11 marzo 2018, rappresentando Israele all'Eurovision Song Contest 2018 a Lisbona, Portogallo.
Il brano ha gareggiato nella prima semifinale dell'8 maggio 2018, competendo con altri 18 artisti per uno dei dieci posti nella finale del 12 maggio, alla quale è approdato, vincendo infine l'Eurovision.

### Accuse di plagio
Il 3 luglio 2018 la Universal ha citato in causa gli autori della canzone, Doron Medalie e Stav Beger, per un possibile plagio nei confronti del brano Seven Nation Army degli White Stripes. In seguito a ciò, nel febbraio 2019 il leader del gruppo, Jack White, è stato accreditato come autore di Toy e ha ricevuto una percentuale sulle royalties.

## Tracce
Download digitale
1. Toy – 3:00

Download digitale – Sagi Kariv Remixes
1. Toy (Sagi Kariv Remix) – 3:42
2. Toy (Sagi Kariv Extended Remix) – 6:12

Download digitale – Chen Leiba Remixes
1. Toy (Chen Leiba Remix) – 3:13
2. Toy (Chen Leiba Instrumental) – 3:13

## Classifiche
| Classifica (2018) | Posizione massima |
| ----------------- | ----------------- |
| Austria           | 15                |
| Belgio (Fiandre)  | 29                |
| Belgio (Vallonia) | 65                |
| Estonia           | 8                 |
| Finlandia         | 10                |
| Francia           | 117               |
| Germania          | 19                |
| Grecia            | 12                |
| Irlanda           | 63                |
| Lettonia          | 40                |
| Norvegia          | 19                |
| Paesi Bassi       | 60                |
| Regno Unito       | 49                |
| Repubblica Ceca   | 88                |
| Spagna            | 16                |
| Svezia            | 5                 |
| Svizzera          | 34                |
| Ungheria          | 36                |